# Gnoien
Gnoien é um município da Alemanha, situado no distrito de Rostock, no estado de Mecklemburgo-Pomerânia Ocidental. Tem 41,08 km² de área, e sua população em 2019 foi estimada em 2.888 habitantes.